# Aljamiado andalusí
El aljamiado andalusí fue la adaptación del alifato árabe y hebreo para la escritura en su lengua romance vernácula.
Los primeros textos recurrieron al alefato hebreo, tanto porque los primeros autores fueron judíos como porque este sistema se adapta relativamente bien a las lenguas indoeuropeas (ladino, yidis)
Cuando se comenzó a escribir el romance en escritura árabe, hubo de adaptarse con ciertos cambios ya que varios sonidos no tenían representación en este alifato.

## Aljamiado hebreo
Los primeros textos literarios en romance andalusí descubiertos por Samuel Miklos Stern estaban escritos en alfabeto hebreo. Éste, pese a ser un Abyad, se adaptó al romance con suficiente soltura como alfabeto pleno. 

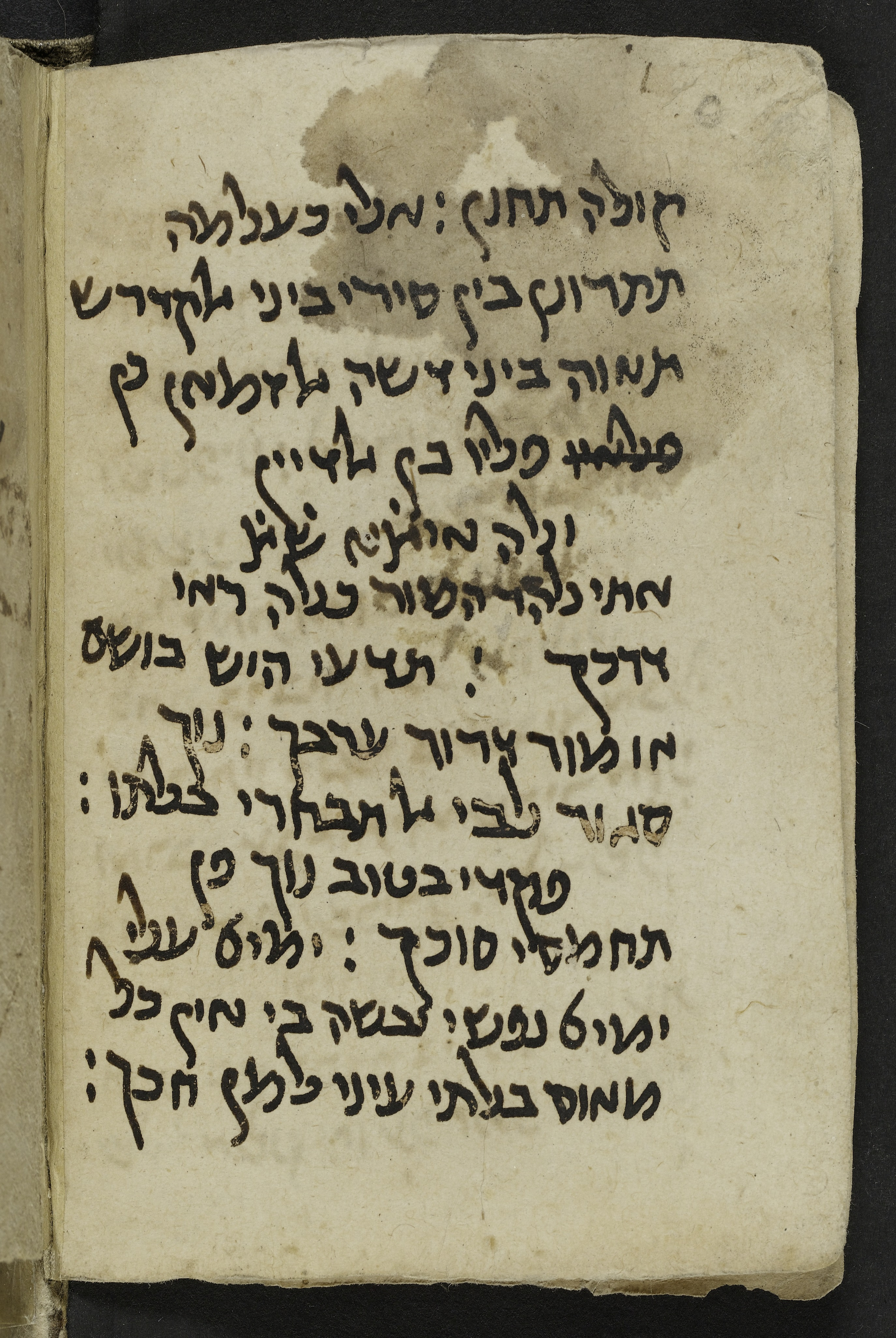
Manuscrito hebreo con texto romance en escritura hebrea de Yehuda Halevy

Por esa razón, estos textos están mejor entendidos y presentan menos dudas en su interpretación. Un tercio del corpus total de jarchas se escribieron en alfabeto hebreo, entre ellas los ejemplos más tempranos de poesía en una lengua romance. Autores tan importantes como Yehuda Halevy y Moses ibn Ezra escribieron romance exclusivamente en alfabeto hebreo. Cuando se empezó a escribir el romance en alfabeto árabe, se adaptó el sistema hebreo de diferenciar fonemas por medio de un signo diacrítico sobre la letra. 
Por ejemplo, ג=g, גֹ=tʃ; ש=s, שׁ=ʃ
No obstante, al igual que pasaría en el aljamiado árabe, estos puntos diacríticos no siempre se escribían.

## Aljamiado árabe
La mayor parte del romance andalusí está escrito en alfabeto árabe. Por una parte, dos tercios de la producción total de jarchas, pero también los insertos en la obra de Ibn Quzman y diferentes glosarios científicos en el que añadían la traducción romance al árabe.
El sistema andalusí se fijará definitivamente en Castilla y Aragón por los descendientes moriscos, ya adaptado al castellano y aragonés.

### Vocales
Las vocales largas o mater lectionis árabes funcionaron para escribir las vocales tónicas romances y las vocales breves para las átonas.
| Vocales tónicas | Trascripción |
| --------------- | ------------ |
| ﺍ               | á            |
| ﻭ               | ú            |
| ﻱ               | í            |

| Vocales átonas | Trascripción |
| -------------- | ------------ |
| ـَ              | a            |
| ـُ              | u            |
| ـِ              | i            |

A su vez, estas tres vocales se escribían como tres letras distintas cuando ocupaban la posición final.
| Vocales átonas | Trascripción |
| -------------- | ------------ |
| ة              | -a           |
| ه              | -u           |
| ى              | -i           |

Al no existir en árabe las vocales /e/ ni /o, éstas se crearon como combinación de vocal breve y larga sin diferenciar entre átonas y tónicas.
| Vocales | Trascripción |
| ------- | ------------ |
| ـَا      | e            |
| ـُو      | o            |

Algunos textos simplificaron este sistema y escribieron todas las vocales como breves, sin diferenciar así entre átonas, tónicas y finales.

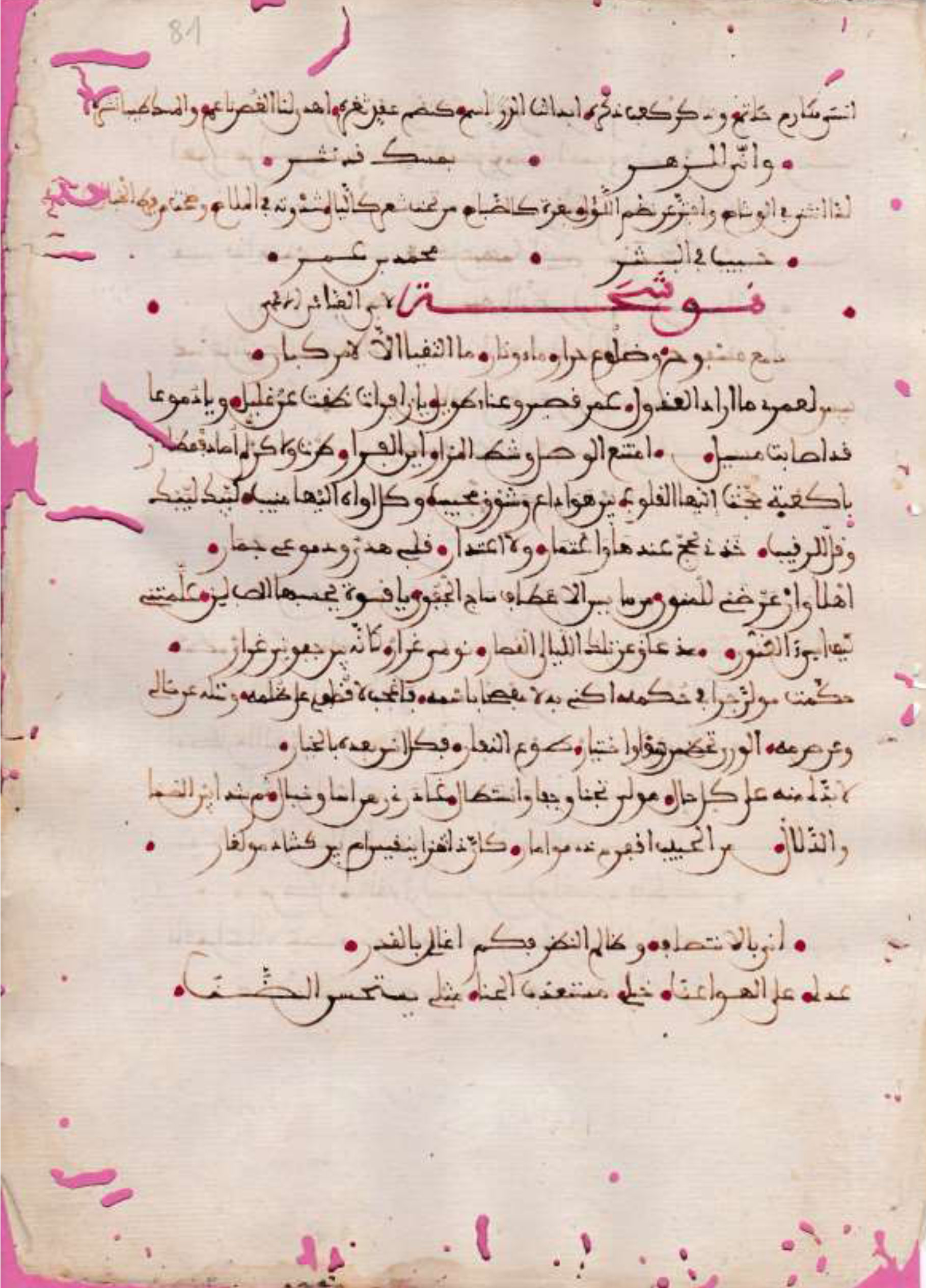
Manuscrito andalusí con texto romance en letra árabe

### Consonantes
Los escritores andalusíes solucionaron la ausencia de determinados fonemas en árabe modificando ciertas letras por medio del diacrítico de geminación.
| Letra | Trascripción |
| ----- | ------------ |
| بّ     | p            |
| جّ     | č            |
| شّ     | š            |

A veces se usaba la misma letra sin marcarla con Shádda, lo que ha provocado ambigüedades en algunos casos. El sonido /p/ se representó en contadas ocasiones como ف (f) y فّ (f doble). 
Algunas letras adoptaron sencillamente otro valor o se solucionaron por medio de dígrafos.
| Letra | Trascripción |
| ----- | ------------ |
| ج     | ʒ            |
| غ     | g            |
| س     | ts           |
| ص     | ts           |
| لْي    | ʎ            |
| نْي    | ɲ            |

El sonido /β/ se representó generalmente ب (b) y en algunas ocasiones ف (f).
Las consonantes oclusivas debieron ser aspiradas. Esta aspiración se fue perdiendo en las posiciones más débiles (comienzo de palabra y posición intervocálica). Así, los textos aljamiados suelen presentar /t/ como ط en posición inicial e intervocálica (no aspirada) y ت en posición postconsonántica (aspirada). /k/ se solía escribir ﻕ en posición inicial e intervocálica (no aspirada) y ﻙ en posición postconsonántica (aspirada). Aun así, según el glosario de Abuljair, la aspiración en cualquier posición no dejó nunca de producirse.